# Ilhéu de Sal Rei
L'Ilhéu de Sal Rei és un illot situat a 1 km a l'oest de la localitat de Sal Rei i a 640 m al sud-oest del punt més proper a l'illa de Boa Vista al país africà de Cap Verd. És administrativament una part del municipi de Boa Vista. L'illot és d'origen volcànic.
Conté pasturatges secs i matolls, la major part de l'illa està composta per sorra de platja, així com per sòls rocosos. La seva longitud és de gairebé 1.880 metres de nord-oest a sud-est i té 765 metres de sud-oest a nord-est. L'illa també compta amb un far col·locat al costat de la costa rocosa, en un punt nord-occidental de l'illa. L'altura màxima de l'illa és de 24 metres. L'illot té una far i se separa de Boa Vista per un petit estret al nord-est de 500 a 600 m. A l'extrem sud de l'illa hi ha les ruïnes de Forte Duque de Bragança. En 1818, un vaixell pirata d'Amèrica del Sud es va apoderar de la fortalesa.